# Hexorthodes alamosa
Hexorthodes alamosa är en fjärilsart som beskrevs av Barnes 1904. Hexorthodes alamosa ingår i släktet Hexorthodes och familjen nattflyn. Inga underarter finns listade i Catalogue of Life.